# EBBA dansklubb
EBBA dansklubb är en dansklubb  äe en ideell förening i Botkyrka kommun och är medlem i Svenska Danssportförbundet. Ebba bildades 1985 som Elektros beryktade bugg- och akrobatikdansklubb på Elektrosektionen på KTH. Idag har EBBA dansklubb ingen koppling till KTH. EBBA sysslar i huvudsak med de så kallade BRR-danserna, bugg, boogie woogie, dubbelbugg och westcost swing. Men även foxtrot finns med i dans- och kursutbudet. Klubbens ambition är också att plocka tillbaka de tidigare i klubben populära rock'n roll och lindy hop i utbudet. 
Klubben har en stark inriktning på socialdans, men har även en aktiv tävlingssektion. Klubben bedriven idag en omfattande kursverksamhet, men har också socialdanskvällar för sina medlemmar och ibland öppna danskvällar med liveband. Klubben jul- och vårfester är andra populära medlemsaktiviteter som anordnas av klubben. 
EBBA har egna lokaler på Kanslivägen 12 i Tullinge (Riksten) samt hyr ibland in sig på lokaler i Stockholmsområdet.

## Tävlingsframgångar
- SM för klubblag 1990, 1991, 1992, 1993, 1994, 1995, 1996, 1997, 1998, 1999, 2002, 2005, 2006
- Andreas Berg/Jessica Lennartsson - 2 VM-guld, 2 VM-silver, 1 VM-brons, 1 EM-brons
- Henric Stillman/Joanna Eriksson - 1 JVM-guld, 1 JVM-silver, 2 VM-brons
- Torgny Lindbäck/Marie Meck-Jordestam - rock